# Château du Percher
Le château de Percher est un édifice de style Louis XII situé à Saint-Martin-du-Bois, en France.

## Localisation
Le château est situé dans le département français de Maine-et-Loire, sur la commune de Saint-Martin-du-Bois.

## Protection
L'édifice est classé au titre des monuments historiques en 1922, classé en 1965 et classé en 1968.